# Abélia (keresztnév)
Az Abélia latin eredetű női név, mely az azonos nevű növény (tölcséres virágú díszcserje) nevéből származik.

## Gyakorisága
Az újszülötteknek adott nevek körében az 1990-es években szórványosan fordult elő. A 2000-es és a 2010-es években nem szerepelt a 100 leggyakrabban adott női név között.
A teljes népességre vonatkozóan az Abélia sem a 2000-es, sem a 2010-es években nem szerepelt a 100 leggyakrabban viselt női név között.

## Névnapok
- augusztus 5.[2]

## Híres Abéliák
Lásd: Az Abélia nevet tartalmazó szócikkek a magyar Wikipédián